# Disculiceps pileatus
Disculiceps pileatus is een lintworm (Platyhelminthes; Cestoda). De worm is tweeslachtig. De soort leeft als parasiet in andere dieren.
Het geslacht Disculiceps, waarin de lintworm wordt geplaatst, wordt tot de familie Disculicipitidae gerekend. De wetenschappelijke naam van de soort werd voor het eerst geldig gepubliceerd in 1891 door Linton.